# Mouzay (Meuse)
Mouzay ist eine französische Gemeinde mit 650 Einwohnern (Stand 1. Januar 2022) im Département Meuse in der Region Grand Est (bis 2015 Lothringen). Sie gehört zum Arrondissement Verdun und zum Gemeindeverband Pays de Stenay et Val Dunois.

## Geografie
Die Gemeinde Mouzay liegt am rechten Ufer der Maas und am parallel verlaufenden Maas-Kanal in der Landschaft Woëvre, etwa 40 Kilometer nördlich von Verdun.

## Geschichte
Eine Parade von Abordnungen der Truppen des VII. Armee-Korps fand am 20. Oktober 1916 vor dem Oberbefehlshaber der 5. Armee, dem Kronprinzen, im „Park von Charmois“ statt. Mit der Parade und den anschließend verliehenen Auszeichnungen würdigte er deren Leistungen in der Somme-Schlacht und vor Verdun.

### Bevölkerungsentwicklung
| Jahr      | 1962 | 1968 | 1975 | 1982 | 1990 | 1999 | 2006 | 2014 | 2021 |
| Einwohner | 838  | 900  | 880  | 798  | 792  | 755  | 729  | 710  | 656  |

Im Jahr 1831 wurde mit 1857 Bewohnern die bisher höchste Einwohnerzahl ermittelt. Die Zahlen basieren auf den Daten von cassini.ehess und INSEE.

## Sehenswürdigkeiten
- Kirche St. Peter und Paul (Église Saint-Pierre et Saint-Paul)
- sowohl eine Burg, Monument historique[4], als auch ein Schloss im Ortsteil Charmois

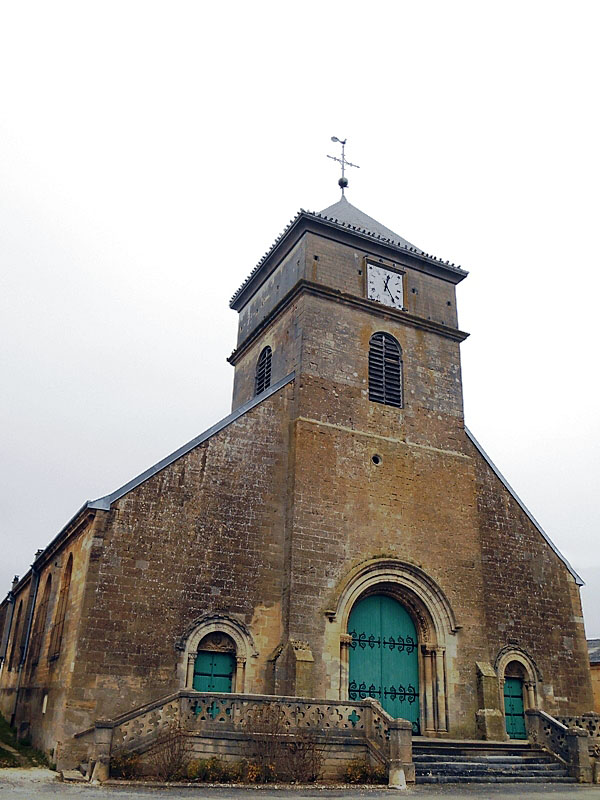
Kirche St. Peter und Paul
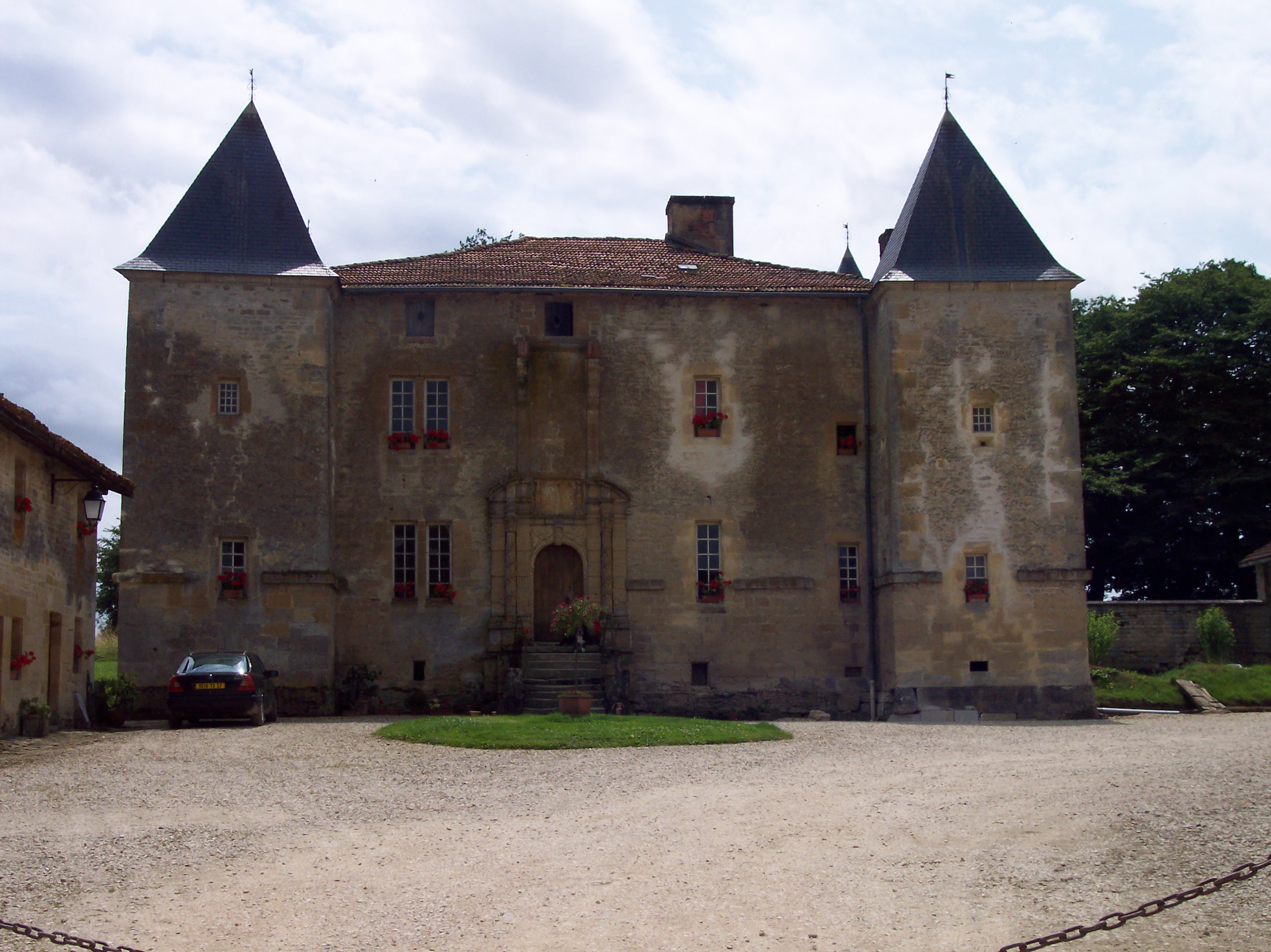
Burg Charmois
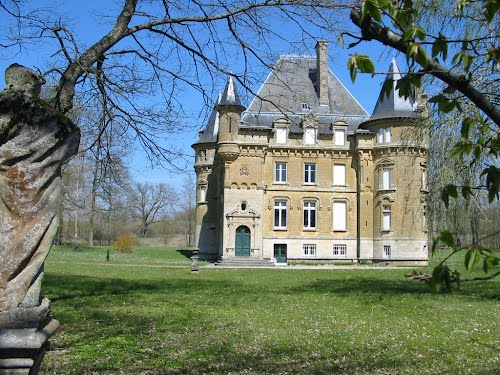
Schloss Charmois
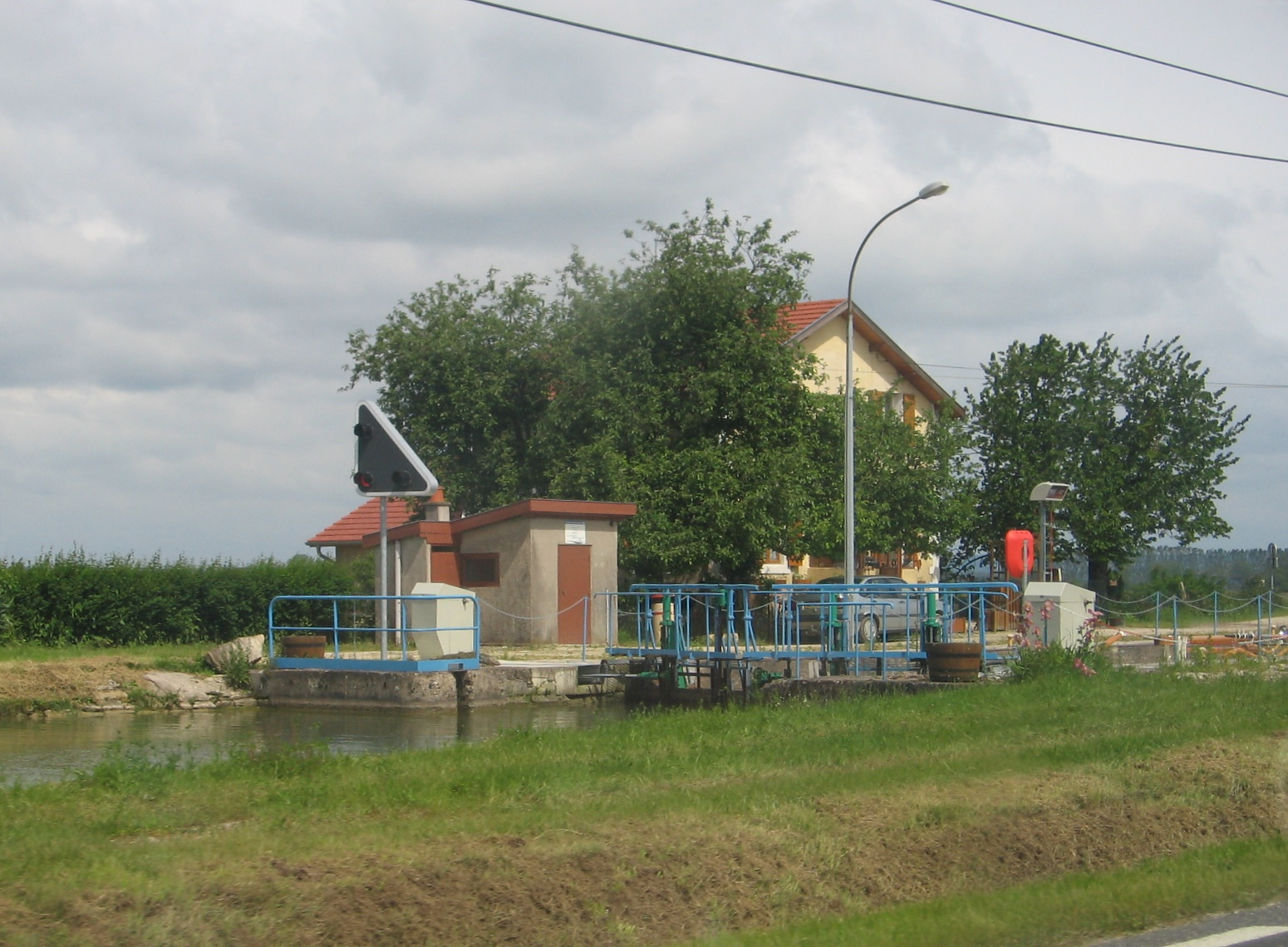
Schleuse des Maas-Kanals bei 'Mouzay

## Persönlichkeiten
- Dagobert II. (652–679), gestorben in Mouzay, zwischen 676 und 679 König von Austrasien
- François-Joseph d’Offenstein (1760–1837), gestorben in Mouzay, französischer General der Koalitionskriege

## Wirtschaft und Infrastruktur
In der Gemeinde sind acht Landwirtschaftsbetriebe ansässig (Getreideanbau, Viehzucht).
Durch die Gemeinde Mouzay führt die Fernstraße D 964 von Sedan nach Verdun. Der 14 Kilometer von Mouzay entfernte Bahnhof Montmédy liegt an der Bahnstrecke Mohon–Thionville.

## Belege
1. ↑   Gustav Riebensahm: "Infanterie-Regiment Prinz Friedrich der Niederlande (2. Westfälisches) Nr. 15 im Weltkrieg 1914–18" von 1931 Minden
2. ↑  Mouzay auf cassini.ehess
3. ↑  Mouzay auf INSEE
4. ↑  Château de Charmois in der Base Mérimée des französischen Kulturministeriums (französisch)
5. ↑  Landwirtschaftsbetriebe auf annuaire-mairie.fr (französisch)